# Burrowing
Burrowing (szw. Man tänker sitt) – szwedzki dramat z 2009 roku w reżyserii Henrika Hellströma i Fredrika Wenzela.

## Obsada
- Sebastian Eklund jako Sebastian
- Jorgen Svensson jako Jimmy
- Hannes Sandahl jako Anders
- Marek Kostrzewski jako Mischa
- Bodil Wessberg jako Matka Sebastiana
- Silas Franceen jako Silas

i inni.